# Herb Mauren

Herb Mauren.

Herb Mauren – jeden z symboli gminy Mauren w postaci herbu nadany przez księcia Franciszka Józefa II 8 lutego 1958 roku.
Herb stanowi tarcza podzielona z lewa na skos. Pierwsze pole jest czarne i znajdują się w nim złote skrzyżowane klucz i miecz, zaś pole drugie jest puste i jest barwy złotej. Kolory herbu: złoto i czerń nawiązują do barw hrabstwa Schellenberg, do którego historycznie przynależało Mauren, natomiast klucz i miecz to atrybuty św. Piotra i Pawła, którzy są patronami maureńskiej parafii.